# Ukase

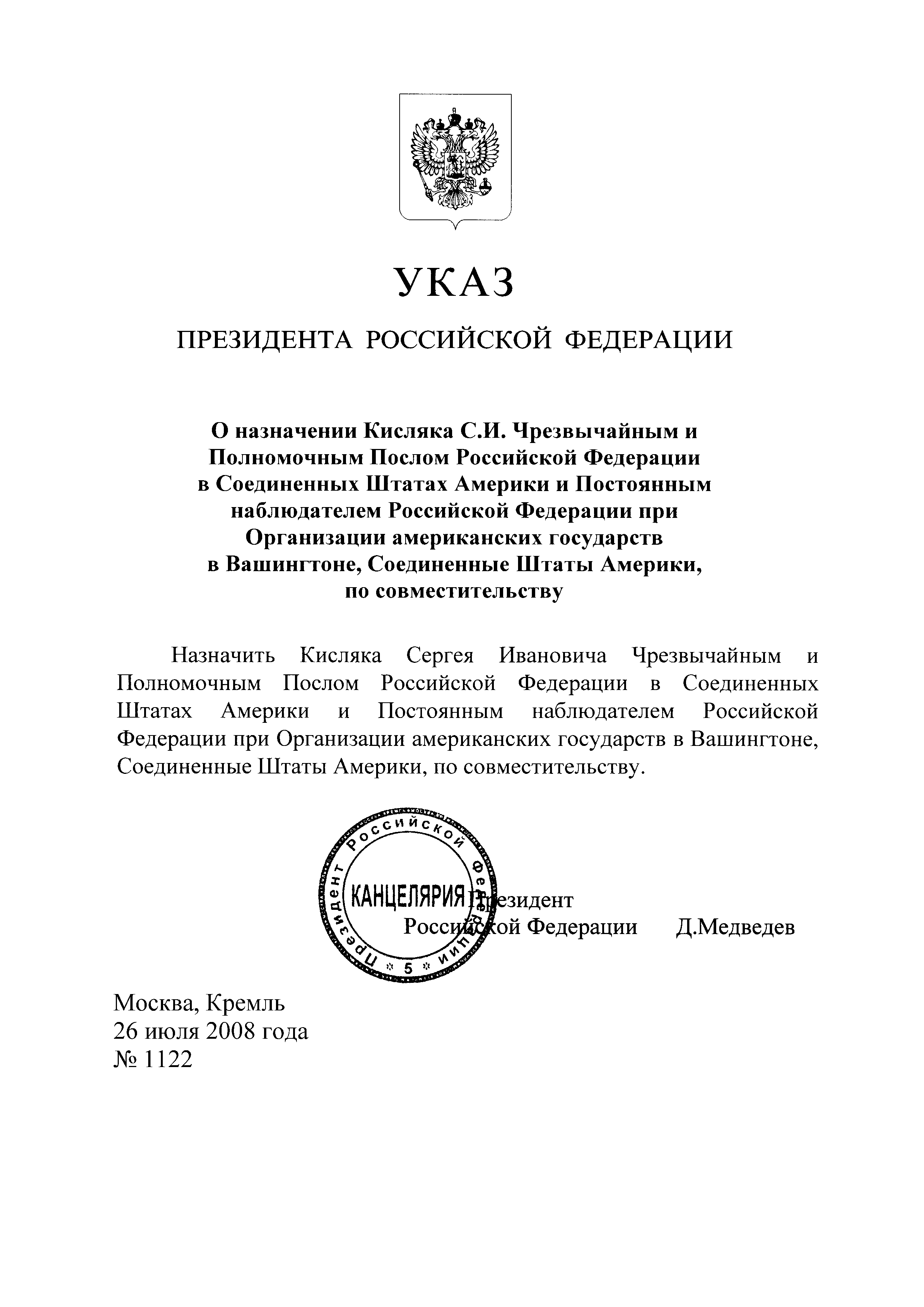
Ví dụ về một ukaz hiện đại: một cuộc hẹn đại sứ.

Ukase, hoặc  ukaz (tiếng Nga: указ [ʊˈkas] chính thức "sắc lệnh) được dùng trong thời kỳ Đế quốc Nga là một tuyên bố của Sa hoàng, chính phủ, hoặc hoặc một nhà lãnh đạo tôn giáo (thượng phụ) có hiệu lực pháp lý, tương đương với một sắc lệnh hoặc sắc lệnh trong luật La Mã.
Sau cuộc Cách mạng Nga năm 1917, trật tự chung được gọi là (декрет, ukase) và thứ tự chi tiết hơn được gọi là (указ, ukaz).
Theo Hiến pháp năm 1993, ukaz đặc biệt đề cập đến Nghị định tổng thống. Mặc dù nó vẫn có hiệu lực pháp lý, nó không thể sửa đổi các luật hiện hành và có thể được thay thế bằng các luật được Hội đồng Liên bang Nga thông qua.